# Obwód wołgogradzki
Obwód wołgogradzki (ros. Волгоградская область) – jednostka administracyjna Federacji Rosyjskiej położona na południowym wschodzie Równiny Wschodnioeuropejskiej. Centrum administracyjne obwodu – Wołgograd.

## Geografia
Graniczy z obwodami: saratowskim, rostowskim, astrachańskim i woroneskim, oraz z Kałmucją i Kazachstanem. Łączna długość granic wynosi 2221,9 km.
Powierzchnia obwodu obejmuje 112,9 tys. km². Na jego terytorium znajduje się 1506 miejscowości, które tworzą 39 jednostek administracyjnych (6 miast wydzielonych i 33 rejony wiejskie). Wchodzą one w skład 8 regionalnych okręgów (wołżskiego, kałaczewskiego, michajłowskiego, nowoannińskiego, pałłasowskiego, urupińskiego i frołowskiego).

## Strefa czasowa
Obwód wołgogradzki należy do samarskiej strefy czasowej (MSK+1): od 26 października 2014 do 27 października 2018 UTC+03:00 i od 27 grudnia 2020 UTC+03:00   przez cały rok. Jeszcze wcześniej, przed 27 marca 2011 roku, obowiązywał czas standardowy (zimowy) strefy UTC+03:00, a czas letni – UTC+04:00.

## Tablice rejestracyjne
Tablice pojazdów zarejestrowanych w obwodzie wołgogradzkim mają oznaczenie 34 w prawym górnym rogu nad flagą Rosji i literami RUS.